# Октава
Октава је музички интервал између два тона чије су фреквенције нижег и вишег у односу 1 : 2. Овај интервал обухвата распон од 12 полустепена или 8 степена.